# Királypetymeg
A királypetymeg (Genetta poensis) az emlősök (Mammalia) osztályába, a ragadozók (Carnivora) rendjébe és a cibetmacskafélék (Viverridae) családjába tartozó faj. 
Jelenleg csupán tíz múzeumi példánya ismert, az utolsó darabot 1946-ban gyűjtötték.

## Jellemzői
Az ismert példányok fej-törzs hossza 60,2 centiméter, farokhosszuk 41,5 cm, súlyuk 2–2,5 kg. Testalkata robusztus, szőrzete rövid, érdes, színezete a világos sárgásszürkétől sárgáig változik; a hasi szőrzet színe fehéressárgától szürkéig terjed. Tarkócsíkjai kevésbé határozottak, mint a legtöbb petymegnél, hátsávja a vállak mögött kezdődik, sörénye nincs. Foltjai megnyúltak, kissé szögletesek, az állat testének egyes részein foltokká olvadtak össze. Az arcon körülhatárolt maszkot visel, a szemek felett és alatt fehéres foltok, a pofán pedig vékony, sötét, függőleges vonal található. A fülek töve széles, kissé lekerekített. Farka egy része sötét. A lábak sötétek, külső oldaluk foltos. 

## Előfordulása, élőhelye
A faj Libéria, Elefántcsontpart, Ghána, a Kongói Köztársaság és Bioko szigetének esőerdeiben él. Életmódja egyelőre ismeretlen.

## Természetvédelmi státusza
A királypetymeg az IUCN Vörös Listáján jelenleg az adathiányos kategóriában szerepel. Mivel a petymegek azonosítása faji szinten olykor bonyolult, és mivel a G. poensis-t olykor a párducpetymeg (Genetta pardina) szinonimájaként tartották számon, lehetséges, hogy gyakoribb, mint ahogy korábban gondolták. Élőhelyének területén az erdőirtás és az állati húsokkal való kereskedelem gyakori; ezért az állomány megfelelő állapotának felméréséhez új expedíciókra van szükség. 

## Fordítás
Ez a szócikk részben vagy egészben  a   Königsgenette című német Wikipédia-szócikk ezen változatának fordításán alapul.  Az eredeti cikk szerkesztőit annak laptörténete sorolja fel. Ez a jelzés csupán a megfogalmazás eredetét és a szerzői jogokat jelzi, nem szolgál a cikkben szereplő információk forrásmegjelöléseként.